# Malaysia Open 1947
Die Malaysia Open 1947 im Badminton fanden Anfang April 1947 in Kuala Lumpur statt. Sie waren die sechste Auflage dieses Championats.

## Finalresultate
| Disziplin    | Sieger                        | Finalist                       | Ergebnis     |
| ------------ | ----------------------------- | ------------------------------ | ------------ |
| Herreneinzel | Wong Peng Soon                | Lim Kee Fong                   | 15-8, 15-12  |
| Dameneinzel  | Lee Chee Neo                  | Alice Pennefather              | 11-3, 11-0   |
| Herrendoppel | Ooi Teik Hock Tan Kin Hong    | Chee Choon Keng Chee Choon Wah | 18-17, 18-17 |
| Damendoppel  | Cecilia Samuel Molly Chin     | Wong Oi Wan Mary Lim           | 15-6, 15-6   |
| Mixed        | Chan Kon Leong Cecilia Samuel | S. M. Omar Molly Chin          | 15-6, 15-3   |